# Kunice (Blanskói járás)
Kunice település Csehországban, a Blanskói járásban. Kunice Kunštát, Drnovice és Lhota u Lysic településekkel határos. Lakosainak száma 193 fő (2024. január 1.).

## Népesség
A település lakosságának változását az alábbi diagram mutatja:
| Lakosok száma | 266  | 233  | 223  | 141  | 132  | 115  | 161  | 174  | 188  | 193  |
|               | 1869 | 1890 | 1921 | 1950 | 1980 | 2001 | 2017 | 2019 | 2022 | 2024 |